# بیچ کریک (کنتاکی)
بیچ کریک (به انگلیسی: Beech Creek) یک منطقهٔ مسکونی در ایالات متحده آمریکا است که در شهرستان مولنبرگ، کنتاکی واقع شده‌است. بیچ کریک ۱۴۱٫۱۲ متر بالاتر از سطح دریا واقع شده‌است.